# Aphrodita diplops
Aphrodita diplops är en ringmaskart som beskrevs av Fauchald 1977. Aphrodita diplops ingår i släktet Aphrodita och familjen Aphroditidae. Inga underarter finns listade i Catalogue of Life.